# 矢川站

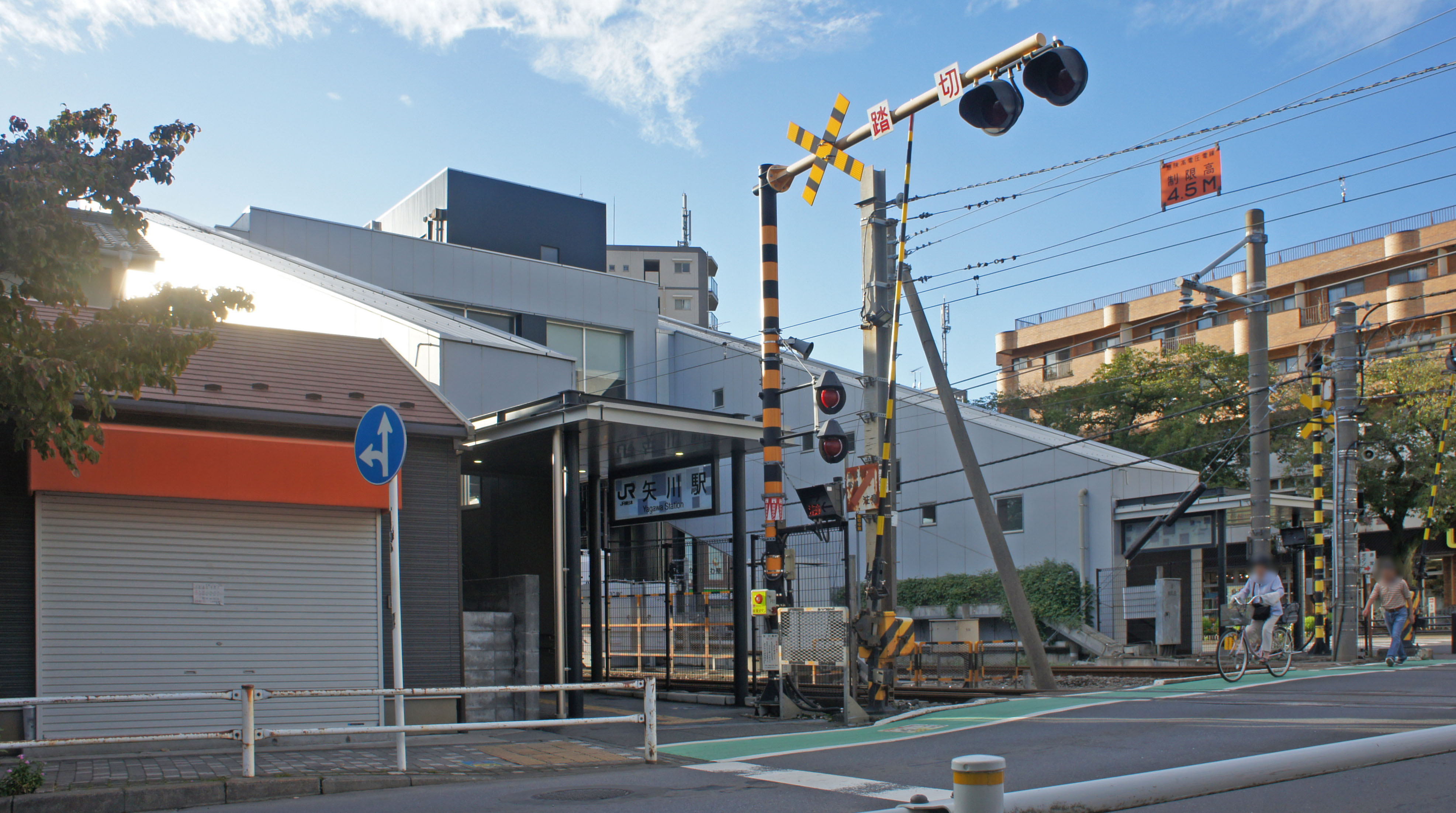
南口（2019年9月）

矢川站（日语：／ Yagawa eki */?）是一個位於東京都國立市石田，屬於東日本旅客鐵道（JR東日本）南武線的鐵路車站。車站編號是JN 24。

## 車站結構
島式月台1面2線的地面車站，月台的谷保方向上空設有跨站式站房。月台被兩個平交道夾着。

### 月台配置
| 月台 | 路線   | 方向 | 目的地                   |
| ---- | ------ | ---- | ------------------------ |
| 1    | 南武線 | 下行 | 西國立、立川方向         |
| 2    | 南武線 | 上行 | 府中本町、登戶、川崎方向 |

（來源：JR東日本:車站構內圖 （页面存档备份，存于））

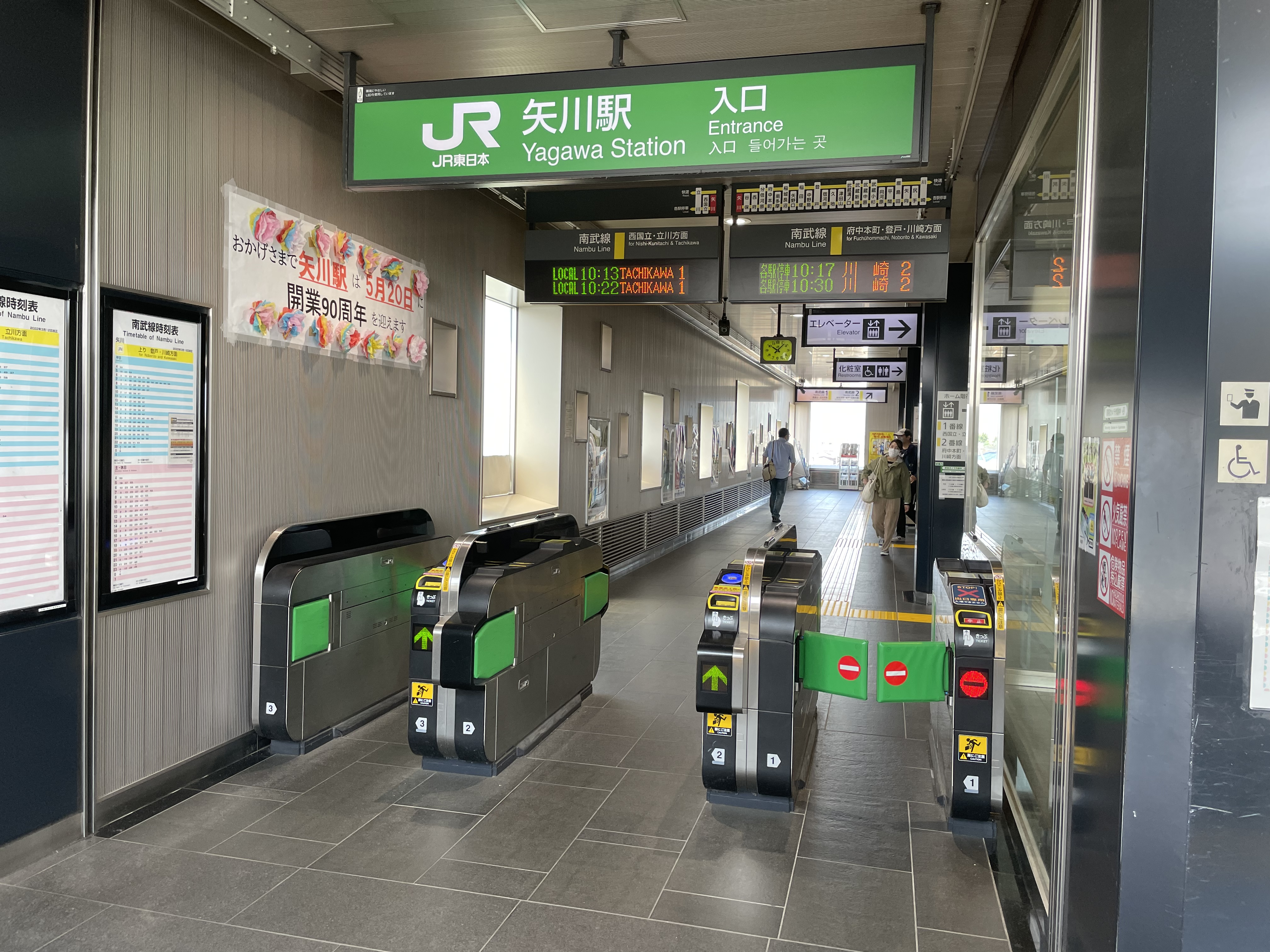
检票口（2022年5月）
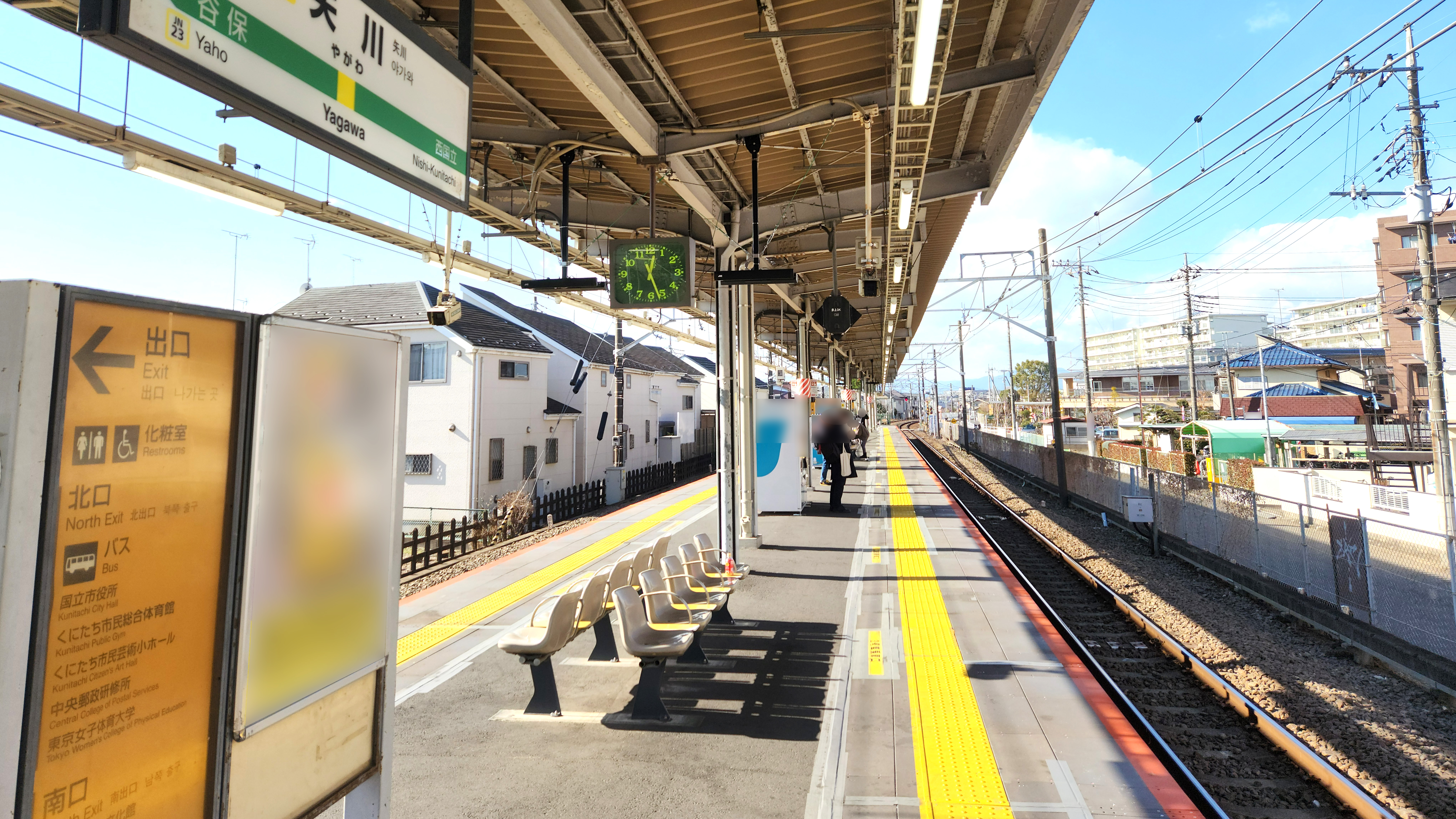
月台（2024年1月）

## 使用情況
2019年（令和元年）度的1日平均上車人次為8,541人。南武線（除支線外），次於津田山站、南多摩站、稻城長沼站、宿河原站排行尾5。
近年的推移如下表。
| 年度               | 1日平均 上車人次 | 來源     |
| ------------------ | ---------------- | -------- |
| 1990年（平成02年） | 5,315            | [ * 1 ]  |
| 1991年（平成03年） | 5,626            | [ * 2 ]  |
| 1992年（平成04年） | 5,962            | [ * 3 ]  |
| 1993年（平成05年） | 6,197            | [ * 4 ]  |
| 1994年（平成06年） | 6,277            | [ * 5 ]  |
| 1995年（平成07年） | 6,189            | [ * 6 ]  |
| 1996年（平成08年） | 6,252            | [ * 7 ]  |
| 1997年（平成09年） | 6,132            | [ * 8 ]  |
| 1998年（平成10年） | 6,257            | [ * 9 ]  |
| 1999年（平成11年） | 6,473            | [ * 10 ] |
| 2000年（平成12年） | 6,583            | [ * 11 ] |
| 2001年（平成13年） | 6,676            | [ * 12 ] |
| 2002年（平成14年） | 6,573            | [ * 13 ] |
| 2003年（平成15年） | 6,565            | [ * 14 ] |
| 2004年（平成16年） | 6,633            | [ * 15 ] |
| 2005年（平成17年） | 6,810            | [ * 16 ] |
| 2006年（平成18年） | 6,990            | [ * 17 ] |
| 2007年（平成19年） | 7,223            | [ * 18 ] |
| 2008年（平成20年） | 7,339            | [ * 19 ] |
| 2009年（平成21年） | 7,362            | [ * 20 ] |
| 2010年（平成22年） | 7,427            | [ * 21 ] |
| 2011年（平成23年） | 7,394            | [ * 22 ] |
| 2012年（平成24年） | 7,533            | [ * 23 ] |
| 2013年（平成25年） | 7,891            | [ * 24 ] |
| 2014年（平成26年） | 7,830            | [ * 25 ] |
| 2015年（平成27年） | 8,058            | [ * 26 ] |
| 2016年（平成28年） | 8,076            | [ * 27 ] |
| 2017年（平成29年） | 8,119            | [ * 28 ] |
| 2018年（平成30年） | 8,347            | [ * 29 ] |
| 2019年（令和元年） | 8,541            |          |

## 相鄰車站
東日本旅客鐵道（JR東日本）
 南武線
■快速
通過
■各站停車
谷保（JN 23）－矢川（JN 24）－西國立（JN 25）

### 使用情況
1. ↑  東京都統計年鑑 （页面存档备份，存于） - 東京都
2. ↑  統計くにたち （页面存档备份，存于） - 国立市

JR東日本2000年度以後的上車人次
1. ↑  各駅の乗車人員（2000年度） （页面存档备份，存于） - JR東日本
2. ↑  各駅の乗車人員（2001年度） （页面存档备份，存于） - JR東日本
3. ↑  各駅の乗車人員（2002年度） （页面存档备份，存于） - JR東日本
4. ↑  各駅の乗車人員（2003年度） （页面存档备份，存于） - JR東日本
5. ↑  各駅の乗車人員（2004年度） （页面存档备份，存于） - JR東日本
6. ↑  各駅の乗車人員（2005年度） （页面存档备份，存于） - JR東日本
7. ↑  各駅の乗車人員（2006年度） （页面存档备份，存于） - JR東日本
8. ↑  各駅の乗車人員（2007年度） （页面存档备份，存于） - JR東日本
9. ↑  各駅の乗車人員（2008年度） （页面存档备份，存于） - JR東日本
10. ↑  各駅の乗車人員（2009年度） （页面存档备份，存于） - JR東日本
11. ↑  各駅の乗車人員（2010年度） （页面存档备份，存于） - JR東日本
12. ↑  各駅の乗車人員（2011年度） （页面存档备份，存于） - JR東日本
13. ↑  各駅の乗車人員（2012年度） （页面存档备份，存于） - JR東日本
14. ↑  各駅の乗車人員（2013年度） （页面存档备份，存于） - JR東日本
15. ↑  各駅の乗車人員（2014年度） （页面存档备份，存于） - JR東日本
16. ↑  各駅の乗車人員（2015年度） （页面存档备份，存于） - JR東日本
17. ↑  各駅の乗車人員（2016年度） （页面存档备份，存于） - JR東日本
18. ↑  各駅の乗車人員（2017年度） （页面存档备份，存于） - JR東日本
19. ↑  各駅の乗車人員（2018年度） （页面存档备份，存于） - JR東日本
20. ↑  各駅の乗車人員（2019年度） （页面存档备份，存于） - JR東日本

東京都統計年鑑
1. ↑  .   [2020-07-30]. （原始内容存档于2016-03-05）.
2. ↑  .   [2020-07-30]. （原始内容存档于2016-03-05）.
3. ↑  .   [2018-02-03]. （原始内容存档于2013-08-15）.
4. ↑  .   [2018-02-03]. （原始内容存档于2013-02-03）.
5. ↑  .   [2018-02-03]. （原始内容存档于2013-02-03）.
6. ↑  .   [2018-02-03]. （原始内容存档于2013-02-03）.
7. ↑  .   [2018-02-03]. （原始内容存档于2013-02-03）.
8. ↑  .   [2018-02-03]. （原始内容存档于2016-03-04）.
9. ↑  東京都統計年鑑（平成10年）PDF
10. ↑  東京都統計年鑑（平成11年）PDF
11. ↑  .   [2018-02-03]. （原始内容存档于2016-03-04）.
12. ↑  .   [2018-02-03]. （原始内容存档于2016-03-04）.
13. ↑  .   [2018-02-03]. （原始内容存档于2017-07-29）.
14. ↑  .   [2018-02-03]. （原始内容存档于2017-07-29）.
15. ↑  .   [2018-02-03]. （原始内容存档于2017-07-29）.
16. ↑  .   [2018-02-03]. （原始内容存档于2017-07-29）.
17. ↑  .   [2018-02-03]. （原始内容存档于2017-07-29）.
18. ↑  .   [2018-02-03]. （原始内容存档于2017-07-29）.
19. ↑  .   [2018-02-03]. （原始内容存档于2017-07-29）.
20. ↑  .   [2018-02-03]. （原始内容存档于2016-03-26）.
21. ↑  .   [2018-02-03]. （原始内容存档于2016-03-27）.
22. ↑  .   [2018-02-03]. （原始内容存档于2016-03-25）.
23. ↑  .   [2018-02-03]. （原始内容存档于2016-03-27）.
24. ↑  .   [2018-02-03]. （原始内容存档于2016-03-22）.
25. ↑  .   [2018-02-03]. （原始内容存档于2017-07-30）.
26. ↑  .   [2020-07-30]. （原始内容存档于2018-11-09）.
27. ↑  .   [2020-07-30]. （原始内容存档于2019-05-02）.
28. ↑  .   [2020-07-30]. （原始内容存档于2019-12-03）.
29. ↑  .   [2020-07-30]. （原始内容存档于2020-08-04）.

## 外部連結
- 車站資訊（矢川）：東日本旅客鐵道